# Aitor Ariño Bengoechea
Aitor Ariño Bengoechea (Penarth, País de Gal·les el 5 d'octubre de 1992) és un jugador d'handbol espanyol. Juga en la posició d'extrem esquerre al FC Barcelona de la lliga ASOBAL. Mesura 1,87 metres i pesa 82 kg.
La temporada 2013-2014, va guanyar cinc títols amb el FC Barcelona, en un gran any en què l'equip només no va poder guanyar la Copa d'Europa, i a la Lliga ASOBAL va guanyar tots 30 partits disputats, amb un nou rècord de gols, 1146.